# Mo Yan
Mo Yan (geboren 17 februari 1955) is een Chinees schrijver die in het westen vooral bekendheid verwierf door de roman die de basis vormde voor de gelijknamige film Het rode korenveld (Chinees: 红高粱, Hóng gāoliang).  Zijn werk is vertaald in meer dan een dozijn talen, waaronder het Nederlands. Hij kreeg in 2012 de Nobelprijs voor Literatuur.
Time magazine noemde hem een van de ‘’beroemdste, omstreden en meest geïmiteerde Chinese schrijvers.”

## Biografie
Mo Yan werd geboren in een landbouwersgezin in het district Gaomi in de provincie Shandong van China. Zijn ouders waren boer. Toen Mo 11 jaar oud was begon de Culturele Revolutie. Hij ging van school af om zijn ouders te helpen op de boerderij. Vanaf zijn 18e werkte hij in een katoenfabriek. Het was de tijd van Mao en Mo Yan las met name boeken, in de sociaal-realistische stijl, die vooral gingen over de klassenstrijd.
Na de Culturele Revolutie in 1976 nam Mo dienst in het Volksbevrijdingsleger en begon tegelijkertijd met schrijven. Hij las, in Chinese vertaling, de boeken van William Faulkner en Gabriel Garcia Marquez en deze lieten onmiskenbare sporen in zijn boeken na. Drie jaar later werd hij leraar aan de afdeling literatuur van de Culturele Academie van het leger. Hij werd in 1978 lid van de Chinese Schrijversvereniging.
"Mo Yan", hetgeen in het Chinees "spreek niet" betekent, is een pseudoniem. Zijn echte naam is Guan Moye (管谟业). Mo Yan heeft verklaard dat hij deze auteursnaam koos toen hij zijn eerste roman schreef om zichzelf eraan te herinneren niet te veel te zeggen, aangezien in China openheid niet gewaardeerd wordt.
De generatie van Mo Yan zag zichzelf als de voorhoede van een wereldwijde revolutie. Dit geloof in de zegeningen van het communisme was voor hem een van de belangrijkste redenen om schrijver te worden. "Politiek was onze passie. Al leden we honger, we zagen onszelf als de gelukkigste mensen ter wereld. Twee derde van de wereldbevolking leefde in nog veel slechtere omstandigheden; we zouden ze voorgaan in de strijd."

## Thematiek
Een belangrijk thema in het werk van Mo Yan is de niet aflatende menselijke hebzucht en corruptie.

Hij levert bedekte politieke kritiek en maakt veel gebruik van symbolen en beeldende metaforen. Zijn personages zijn levendig en vuilbekken er doorgaans lustig op los. De vrije stijl waarvan hij zich bedient wordt wel omschreven als Chinees magisch realisme. Het idee dat kunst een band smeedt tussen de overheid en de burgers is bepalend voor Mo Yan’s plaats binnen de huidige politieke context.
Hij staat vooral bekend om de historische achtergrond van zijn romans, zoals de Tweede Chinees-Japanse Oorlog, die gedeeltelijk samenviel met de Tweede Wereldoorlog. Hij schetst heftige beelden van geweld. Dezelfde gruwelen beschrijft hij ten tijde van de Culturele Revolutie. Het historische décor zorgde ervoor dat zijn boeken onder de radar van de censuur bleven.
In zijn boeken zet Yan vraagtekens bij de moraal van de staat. Terwijl de officiële geschiedschrijving uitgaat van de enkelvoudige waarheid, benadrukt hij juist de morele dilemma’s, waar ieder individu mee geconfronteerd wordt. Met deze vorm van kritisch (zelf) onderzoek daagt hij de autoritaire staat uit.

## Werk
Mo Yan begon zijn schrijversloopbaan ten tijde van de economische hervormingen van Deng Xiaoping, met talloze korte verhalen en novelles. Hij heeft tientallen korte verhalen en romans gepubliceerd. Een aantal van zijn romans zijn vertaald in het Nederlands.
Zijn beroemdste boek is Het rode korenveld. De verschillende personages worden geschetst door een verteller, wiens grootvader in een sorghum veld een vrouw heeft verkracht, haar leproze echtgenoot heeft vermoord en zijn alcohol distilleerderij heeft overgenomen.
Zijn tweede boek, De knoflook ballades, is gebaseerd op een waar verhaal over de opstand van boeren in Gaomi tegen de regering die weigerde, ondanks eerdere toezeggingen, om hun oogst op te kopen. De officiële instanties reageerden meedogenloos en stopten de boeren in een strafkamp. In zijn beschrijving van de autoriteiten spaart Mo Yan het gezag niet. Maar hij toont zich hier een koorddanser die overeind blijft, omdat hij zich van de ongrijpbare Chinese ironie weet te bedienen. 

De Wijnrepubliek is een satire over gastronomie en alcohol, waarin zelfs sprake is van kannibalisme. De rode draad door het boek is het onderzoek van politie-inspecteur Ding Gou'er. Die wordt erop uitgestuurd om geruchten en vermoedens uit te pluizen dat in een verre provincie bij decadente drankorgieën ook kleine kinderen zouden worden opgepeuzeld. 

Naar eigen zeggen was het "een niet mis te verstane satire op de decadentie in het huidige China en bevatte het veel passages over drank en seks." Het boek werd dan ook van overheidswege fel bekritiseerd.

Leven en dood putten me uit   wordt zijn meesterwerk genoemd. Het gaat over landeigenaar Ximen Nao die twee jaar lang gemarteld is, voordat hij geëxecuteerd wordt door communistische milities. Als troost staat de God van de Onderwereld hem toe in verschillende reïncarnaties terug te keren: eerst als ezel, dan als os, varken, hond en uiteindelijk als menselijke baby met een groot hoofd. Uit het boek spreekt vooral de vastberadenheid van de mens en zijn levenskracht.
Grote borsten, brede heupen is een ander geruchtmakend boek van Mo Yan. De hoofdpersoon is Shangguan Jintong, die tot in zijn puberteit enkel op moedermelk leeft en sindsdien kampt met een obsessie voor borsten.  Zijn gekwelde bestaan voltrekt zich met op de achtergrond de moderne Chinese geschiedenis. Het boek loopt van zijn geboorte tijdens de Chinees-Japanse oorlog, via de Chinese Burgeroorlog van de jaren veertig tot het maoïstische tijdperk, waarvan Jintong een groot gedeelte in een werkkamp doorbrengt.
De allegorische interpretaties van de roman bleven niet uit. "Iemand vergeleek Jintongs ziekelijke fixatie met de manier waarop communistische kaderleden afhankelijk zijn van de Partij,"aldus Mo Yan," maar mijn boek benadrukt de traditionele rol van de goede, sterke moeder. Ik laat namelijk zien hoe de vrouw, onder het feodale systeem van de 'oude maatschappij' wordt vernederd, en daarin schuilt een scherpe kritiek die veel critici niet hebben gezien."

Kikkers is gebaseerd op het levensverhaal van Mo Yans eigen tante, die een spectaculaire transformatie onderging van een geroemd plattelandsverloskundige tot een meedogenloos uitvoerster van China's eenkindpolitiek. Het boek werd geschreven na een bezoek van de Japanse schrijver Kenzaburo Oe aan Mo Yan en zijn geboortedorp.
Mo Yan is erg productief, zo schreef hij zijn roman Leven en dood putten me uit (Chinees: 生死疲劳) in slechts 43 dagen.

## Stijl
Mo Yans werken zijn voornamelijk een vorm van sociaal commentaar. Hij wordt sterk beïnvloed door de politieke kritiek van Lu Xun en het magische realisme van Gabriel García Márquez. Met behulp van schitterende, complexe en vaak grafisch gewelddadige beelden slaagt Mo Yan erin de lezer binnen te loodsen in de caleidoscopische wereld van zijn verhalen. Veel van zijn verhalen spelen zich af in zijn geboortestreek Gaomi.
In de loop van de jaren heeft Mo Yan een geheel eigen verhaalstijl ontwikkeld. Hij maakt het zijn lezers niet makkelijk door regelmatig van verteller te veranderen en vaak te schakelen tussen heden, verleden en toekomst.
Maar zijn verhaaltrant is diep geworteld in de Chinese literaire traditie. Zijn fantasierijke verhalen lijken te stammen uit de middeleeuwen, waarbij in het volksgeloof ook sprake is van geesten, feeën, die een menselijke gedaante aannemen en dieren die een moraal verbeelden. Net als in de middeleeuwen bevatten zijn boeken een grote hoeveelheid hoofdstukken,  zoals Leven en dood putten mij uit, dat uit 58 hoofdstukken bestaat. Ze beginnen allemaal met een couplet dat vooruitwijst naar de inhoud van het hoofdstuk.                   

## Nobelprijs en nasleep
In 2012 won Mo Yan de Nobelprijs voor de literatuur. Hij was daarmee de eerste Chinees die deze prijs kreeg. Gao Xingjian won dezelfde prijs al in 2000, maar Gao wordt in China als dissident beschouwd en daarom over het algemeen doodgezwegen. Zijn werk is verboden in China.
In het juryrapport van de Nobelprijs voor literatuur in 2012 aan Mo Yan staat onder meer: "Mo Yan is een dichter die overheidspropaganda doorprikt en het individu verheft boven de anonieme menselijke massa. Hij gebruikt ironie en sarcasme in zijn aanval op geschiedsvervalsing."

De toekenning van de Nobelprijs aan Mo Yan werd in Peking gevierd als de lang verwachte buitenlandse erkenning van China’s terugkeer, niet alleen als economische, maar ook als cultureel leidende natie.

Onder de kop Verdient deze schrijver de Nobelprijs? schreef de New York Review of Books dat "iedere schrijver in China voor de keuze staat binnen of buiten het systeem te werken en dat ze zich allemaal moeten afvragen hoe zij zich tot het autoritaire regime willen verhouden. Dat zij dan inschattingen moeten maken en spelletjes moeten spelen is onvermijdelijk."

In haar studie The Realpolitik of Mo Yan’s fiction ( De realpolitik van de schrijver Mo Yan) vraagt Sabina Knight, hoogleraar Chinese en  vergelijkende literatuurwetenschap aan het Smith College zich af, hoe het werk van Yan zich verhoudt tot de Chinese politiek en censuur.

Knight constateert dat Mo Yan, na de toekenning van de Nobelprijs, een zondebok is geworden voor critici van het Chinese regime. Maar Mo Yan opereert, volgens Knight, in een grijze zone; zijn boeken bevatten subtiele politieke kritiek die bestraft zou kunnen worden, wanneer ze rechtstreeks en openlijk zou zijn geuit. Om zijn teksten te begrijpen moet men proberen om de onderliggende betekenis te doorgronden. Hij manoeuvreert voorzichtig tussen de pijnlijke geschiedenis van China in de 20e eeuw en de kracht van de burgers om enerzijds traumatische ervaringen te verwerken, maar tegelijkertijd de banden binnen de gemeenschap in stand te houden.
Tot de Nobelprijs kreeg hij weinig aandacht in de media. Hij leek stilzwijgend in te stemmen met de onderdrukking van het Chinese regime van dissidenten. Veel schrijvers hebben Mo Yan beschimpt vanwege zijn spaarzame uitspraken in het openbaar, maar vaker om zijn zwijgzaamheid.
De Chinese schrijver Ma Jian heeft verklaard het te betreuren dat Mo Yan geen solidariteit en betrokkenheid toont met de Chinese schrijvers en intellectuelen die in China vervolgd of vastgehouden worden. Opmerkelijk is dan ook dat Mo Yan direct na het winnen van de Nobelprijs pleitte voor de vrijlating van dissident Liu Xiaobo.
Yan gaf nog meer voeding aan zijn critici door in 2012, op een persconferentie in Stockholm, ‘’de noodzaak van censuur door overheid in sommige gevallen te verdedigen.’’

Daartegenover verklaarde de schrijver ook:
"De communisten voorstellen als louter helden, dat is de officiële geschiedschrijving. Daar moet een schrijver niet aan meedoen. Een schrijver kan bij uitstek laten zien dat het met goed en kwaad niet zo simpel gesteld is als in de theorie van de klassenstrijd."

## Onderscheidingen
- 1998: Neustadt Internationale Prijs voor Literatuur, kandidaat
- 2005: Kiriyama Prize, Opmerkelijke Boeken, voor Grote borsten, brede heupen
- 2006: Fukuoka Aziatische Cultuurprijs XVII
- 2007: Man Asian Literary Prize, een gevolmachtigde, voor Grote borsten, brede heupen
- 2009: Newman Prijs voor Chinese literatuur, winnaar, voor Leven en dood putten me uit
- 2010: Modern Language Association, erelid
- 2011: Mao Dun Literatuurprijs, winnaar, met de roman Kikkers
- 2012: Nobelprijs voor Literatuur, winnaar[18]

## Filmbewerkingen
Verscheidene van Mo Yans werken werden verfilmd:
- Het rode korenveld (1987) (geregisseerd door Zhang Yimou)
- Happy Times (2000) (geregisseerd door Zhang Yimou, verfilming van Meester: jij wordt steeds grappiger)
- Nuan (2003) (geregisseerd door Huo Jianqi, verfilming van 'Schommel en witte hond')

## Verdere lezing
- A Subversive Voice in China: The Fictional World of Mo Yan. Shelley W. Chan. (Cambria Press, 2011).
- Chinese Writers on Writing featuring Mo Yan. Ed. Arthur Sze. (Trinity University Press, 2010).